# Таверовский сельский совет
Таверовский сельский совет (укр. Таверівська сільська рада) — входит в состав
Чутовского района
Полтавской области
Украины.
Административный центр сельского совета находится в 
с. Таверовка.

## Населённые пункты совета
- с. Таверовка
- с. Першотравневое
- с. Счастливое